# Nesticus sedatus
Nesticus sedatus là một loài nhện trong họ Nesticidae.
Loài này thuộc chi Nesticus. Nesticus sedatus được Willis J. Gertsch miêu tả năm 1984.